# 蒙古入侵叙利亚
蒙古入侵叙利亚主要是指1250年代晚期蒙古帝国在旭烈兀西征入侵叙利亚的事件。1258年阿拔斯王朝在巴格达之战中灭亡之后，旭烈兀继续向西进攻，进入阿拉伯地区，战胜巴尔苏丹。1258年9月，蒙古大军进军叙利亚阿尤布王朝，叙利亚的军队约有100000人。蒙古分军为三路进攻，至1259年3月21日，蒙古大军围攻大马士革，而大马士革于4月6日投降，蒙古帝国遂占领了叙利亚大部份国土。阿尤布王朝至此名存实亡，仅统治着哈马一隅。
在此之後至1312年為止，蒙古人也有數度入侵敘利亞的軍事行動。